# 封閉形式
在數學上，若一個函數的表達式可以寫成常數、變數和基本函數及其之間的基本運算（加減乘除和整數冪）和這些函數的複合，則稱此種表達式為封閉形式（Closed-form）。一般會允許n次方根、指數函數、對數以及三角函數等作為基本函數，出現在封閉形式中；但何謂基本函數，可能取決於情境。
封閉形式的問題在極限、級數和積分等指名數學對象的新方式出現也隨之出現：給定一個對象和工具，一個自然的問題是在可能的狀況下找到這對象的封閉形式，也就是說，找到一個以前述的方式表述這對象的方法。

## 例子
一元二次方程式的公式解
{\displaystyle x={\frac {-b\pm {\sqrt {b^{2}-4ac}}}{2a}}}
是一般的一元二次方程式{\displaystyle ax^{2}+bx+c=0.}的解的封閉形式。
更一般地，就多項式方程式而言，解的封閉形式是根式解，也就是說，這樣的解的封閉形式必須是n次方根、常數及其四則運算{\displaystyle (+,-,\times ,/).}所組成。
一元三次方程式和一元四次方程式也有根式解，但根式解的大小隨著次方增加而顯著增加；就更高次數而言，阿貝爾-魯菲尼定理指出存在有其解不能表達成根式解，因此沒有封閉形式的方程式。一個沒有封閉形式的方程式的簡單例子是{\displaystyle x^{5}-x-1=0}。伽羅瓦理論提供了一個算法來決定一個多項式是否有根式解。

## 符號積分
符號積分基本包括了尋找以封閉形式表達的函數反微分。在這層意義下，用以定義封閉形式的基本函數包括了多項式、指數函數以及對數等。對這些基本函數有封閉形式的函數又稱初等函數，且包括了三角函數、反三角函數、雙曲函數及反雙曲函數。
因此符號積分的基本問題就是，若給定一個以封閉形式表達的初等函數，那其反微分是否是初等函數？且如果是的話，要如何找到其反微分的封閉形式？
對於兩個多項式相除所得的有理函數，其反微分並非總是有理函數，但其總是涉及多項式和對數的初等函數。這點一般可用部分分式分解來證明。對數和多項式根的必要性，可由下列方程式表明：
{\displaystyle \int {\frac {f(x)}{g(x)}}\,dx=\sum _{\alpha \in \operatorname {Roots} (g(x))}{\frac {f(\alpha )}{g'(\alpha )}}\ln(x-\alpha ),}
在{\displaystyle f}及{\displaystyle g}為彼此互質的多項式、{\displaystyle g}無平方因子且{\displaystyle \deg f<\deg g.}的情況下，這方程式成立。

## 解析解
解析解，又稱為公式解（英語：Analytic expression），是可以用解析表達式來表達的解。在数学上，如果一个方程或者方程组存在的某些解，是由有限次常见运算的組合给出的形式，则称该方程存在解析解。二次方程的根就是一个解析解的典型例子。在低年级数学的教学当中，解析解也被称为公式解。
当解析解不存在时，比如五次以及更高次的代数方程，则该方程只能用数值分析的方法求解近似值。大多數偏微分方程，尤其是非线性偏微分方程，都只有數值解。
解析表達式的准确含义依赖于何种运算称为常见运算或常见函数。传统上，只有初等函数被看作常见函数，无穷级数、序列的极限、连分数等都不被看作常见函数。按这种定义，许多累积分布函数无法写成解析表達式。但如果把特殊函数，比如误差函数或gamma函数也看作常见函数，则累积分布函数可以写成解析表達式。
在计算机应用中，这些特殊函数因为大多有现成的数值法实现，它们通常被看作常见运算或常见函数。实际上，在计算机的计算过程中，多数基本函数都是用数值法计算的，所以所谓的基本函数和特殊函数对计算机而言并无区别。

## 不同類表達式之間的比較
封閉形式是解析形式的重要子類，而解析形式包含數個廣為人知的函數的有限次應用。和更加廣泛的解析形式不同的是，封閉形式不包含無窮級數或連分數，也不包含極限或積分。事實上，根據魏爾施特拉斯逼近定理，任何在區間上的連續函數都可表示成多項式的極限，因此任何包含多項式以及在極限意義下封閉的函數類，都必然包含所有的連續函數。
類似地，若說一個方程式或方程組有封閉解，當且僅當這方程式或方程組至少有一個解可以表達成封閉形式；而說一個方程式或方程組有解析解，當且僅當這方程或方程組至少有一個解可以表達成解析形式。封閉形式和封閉數之間，有著微妙的差異，這點可見下文說明以及(Chow 1999)。有時又將封閉或解析解給稱為顯解（explicit solution）。
| 论 编                | 算術表達式 | 多項式       | 代數式 | 封閉形式 | 解析式         | 數學表達式 |
| -------------------- | ---------- | ------------ | ------ | -------- | -------------- | ---------- |
| 常數                 | 是         | 是           | 是     | 是       | 是             | 是         |
| 四則運算             | 是         | 只包含加減乘 | 是     | 是       | 是             | 是         |
| 加總                 | 是         | 是           | 是     | 是       | 是             | 是         |
| 連乘積               | 是         | 是           | 是     | 是       | 是             | 是         |
| 有限連分數           | 是         | 否           | 是     | 是       | 是             | 是         |
| 變數                 | 否         | 是           | 是     | 是       | 是             | 是         |
| 整數冪               | 否         | 是           | 是     | 是       | 是             | 是         |
| n次方根              | 否         | 否           | 是     | 是       | 是             | 是         |
| 有理數冪             | 否         | 否           | 是     | 是       | 是             | 是         |
| 階乘                 | 否         | 否           | 是     | 是       | 是             | 是         |
| 無理數冪             | 否         | 否           | 否     | 是       | 是             | 是         |
| 指數函數             | 否         | 否           | 否     | 是       | 是             | 是         |
| 對數                 | 否         | 否           | 否     | 是       | 是             | 是         |
| 三角函數             | 否         | 否           | 否     | 是       | 是             | 是         |
| 反三角函數           | 否         | 否           | 否     | 是       | 是             | 是         |
| 雙曲函數             | 否         | 否           | 否     | 是       | 是             | 是         |
| 反雙曲函數           | 否         | 否           | 否     | 是       | 是             | 是         |
| 非根式解的多項式的解 | 否         | 否           | 否     | 否       | 是             | 是         |
| Γ函數及非整數的階乘  | 否         | 否           | 否     | 否       | 是             | 是         |
| 貝塞爾函數           | 否         | 否           | 否     | 否       | 是             | 是         |
| 特殊函數             | 否         | 否           | 否     | 否       | 是             | 是         |
| 無窮和（包括冪級數） | 否         | 否           | 否     | 否       | 僅在收斂時成立 | 是         |
| 無窮乘積             | 否         | 否           | 否     | 否       | 僅在收斂時成立 | 是         |
| 無窮連分數           | 否         | 否           | 否     | 否       | 僅在收斂時成立 | 是         |
| 極限                 | 否         | 否           | 否     | 否       | 否             | 是         |
| 微分                 | 否         | 否           | 否     | 否       | 否             | 是         |
| 積分                 | 否         | 否           | 否     | 否       | 否             | 是         |

## 處理非封閉形式

### 轉變成封閉形式
現在考慮以下表達式：
{\displaystyle f(x)=\sum _{n=0}^{\infty }{\frac {x}{2^{n}}}}
這表達式不是封閉形式，而這是因為這表達式是無限多個基本運算的總和之故；然而，運用幾何級數，可將此表達式變為如下的封閉形式：
{\displaystyle f(x)=2x}

### 微分伽羅瓦理論
一個封閉形式的積分可能可以也可能不能表達成封閉形式，作為和代數伽羅瓦理論的對應，對這方面的研究又稱微分伽羅瓦理論。
微分伽羅瓦理論的基本定理最初由約瑟夫·劉維爾於1830至40年代發展出來，因此被稱作劉維爾定理。
一個反微分不能表達成封閉形式的初等函數的例子：
{\displaystyle e^{-x^{2}},}
這函數的反微分即所謂的誤差函數，其形式如次：
{\displaystyle \operatorname {erf} (x)={\frac {2}{\sqrt {\pi }}}\int _{0}^{x}e^{-t^{2}}\,dt}

### 數學建模和電腦模擬
太過複雜而不能表達成封閉形式的方程式或方程組常可藉由數學模型和電腦模擬等方式進行分析，像在物理中就常碰到這樣的問題。

## 封閉數
一些看法認為，複數{\displaystyle \mathbb {C} }的子域包括了所謂的封閉數（closed-form number）的概念。以一般程度遞增排列，其中有劉式數（Liouvillian numbers，和有理逼近中的劉維爾數不同）、EL數和基本數等等。
劉式數，記做{\displaystyle \mathrm {L} }，其所表示的是在指數和對數之下，{\displaystyle \mathbb {C} }最小的代數封閉子域。（正式地，所有這樣的子域的交集）也就是說，一類明確涉及指數和對數，但可明確或隱含涉及多項式的數。 (Ritt 1948，p. 60){\displaystyle \mathrm {L} }這符號一開始用以指稱基本數，但現在這名詞被用以指稱一類更廣泛的、明確或隱含以代數運算、指數和對數定義的數。
一個指涉範圍更狹隘的定義是EL數，記做{\displaystyle \mathrm {E} }，其所表示的是在指數和對數下，{\displaystyle \mathbb {C} }最小的封閉子域，而不一定要是代數封閉的，而這基本就包含了所有明確以代數運算、指數和對數定義的數。(Chow 1999，pp. 441–442)EL代表英語的「exponential–logarithmic」，也同時是「elementary」的簡稱。一個數是否能以封閉形式表達，和這個數是否是超越數有關。
正式地，劉式數和基本數包含代數數，並包含部分但並非所有的超越數；相反地，EL數不包含所有的代數數，但包含部分的超越數。封閉數可透過超越數論進行研究，其中主要的結果有格爾豐德-施奈德定理等，而主要的開放問題有沙努爾猜想等等。

## 數值計算
在進行數值計算的目的下，封閉形式不是必需的，而很多極限跟積分都可有效率地進行運算。像代表三體問題或基於電導模型等這些方程式並無封閉解，因此這些系統的未來狀態必須以數值運算。

## 從數值形式轉換
一些軟體可嘗試從數值中找到封閉形式，這其中包括了RIES、Maple中的identify指令以及SymPy、Plouffe逆轉器和反向符號計算器（Inverse Symbolic Calculator）等等。

## 參照
1. ↑  Holton, Glyn. . riskglossary.com.   [31 December 2012]. （原始内容存档于4 February 2012）.
2. ↑  Munafo, Robert. . MROB.   [30 April 2012]. （原始内容存档于2023-07-21）.
3. ↑  . Maple Online Help. Maplesoft.   [30 April 2012]. （原始内容存档于2023-03-28）.
4. ↑  . SymPy documentation.   [2016-12-01]. （原始内容存档于2018-07-06）.
5. ↑  .   [30 April 2012]. （原始内容存档于19 April 2012）.
6. ↑  .   [30 April 2012]. （原始内容存档于29 March 2012）.

## 延伸閱讀
- Ritt, J. F., , 1948
- Chow, Timothy Y., , American Mathematical Monthly, May 1999, 106 (5): 440–448, JSTOR 2589148, arXiv:math/9805045 , doi:10.2307/2589148
- Jonathan M. Borwein and Richard E. Crandall, , Notices of the American Mathematical Society, January 2013, 60 (1): 50–65, doi:10.1090/noti936

## 外部連結
- 埃里克·韦斯坦因. . MathWorld.
- Closed-form continuous-time neural networks （页面存档备份，存于）